# Margherita Gonzaga (signora di Padova)
Margherita Gonzaga (Mantova, XIV secolo – XIV secolo) è stata una nobile italiana.

## Biografia
Era figlia di Guido Gonzaga, secondo capitano del popolo di Mantova e di Beatrice di Bar, bis-nipote del Re d'Inghilterra e duca d'Aquitania Edoardo I Plantageneto.
Nel 1353 sposò in seconde nozze Jacopino da Carrara, signore di Padova, e partecipò alle burrascose vicende del marito per la guida della signoria, condivisa con il nipote Francesco I da Carrara. Nell'ottobre 1354, Francesco e Jacopino guidarono l'esercito di una lega organizzata da Venezia contro i Visconti, Signori di Milano. In tale occasione Francesco conobbe l'Imperatore Carlo IV e fu probabilmente allora che il sovrano gli conferì gli onori di vicario imperiale e Cavaliere del Sacro Romano Impero.
Il successo di Francesco provocò l'invidia di Jacopino, e i rapporti tra i due si complicarono ulteriormente con il conflitto tra Margherita e la moglie di Francesco, Fina Buzzaccarini, che si scontrarono sul problema della successione. Nel 1355, scoperto un complotto ai propri danni organizzato da Jacopino, Francesco lo fece incarcerare e Margherita fu costretta a riparare a Mantova, portando con sé il figlio Jacopo.

## Discendenza
Dall'unione con Jacopino nacque un unico figlio, Jacopo, morto in Puglia nel 1385.

## Ascendenza
|                    |                   |                                       | Genitori                |  |  | Nonni |  |  | Bisnonni      |  |  | Trisnonni       |  |
|                    |                   |                                       |                         |  |  |       |  |  | Guido Corradi |  |  | Antonio Corradi |  |
|                    |                   |                                       |                         |  |  |       |  |  | Guido Corradi |  |  | Antonio Corradi |  |
|                    |                   | Richilde Pedroni                      |                         |  |  |       |  |  | Guido Corradi |  |  |                 |  |
| Luigi I Gonzaga    |                   |                                       |                         |  |  |       |  |  | Guido Corradi |  |  |                 |  |
|                    |                   | Estrambina di San Martino             | …                       |  |  |       |  |  |               |  |  |                 |  |
|                    |                   | Estrambina di San Martino             | …                       |  |  |       |  |  |               |  |  |                 |  |
|                    |                   | Estrambina di San Martino             | …                       |  |  |       |  |  |               |  |  |                 |  |
| Guido Gonzaga      |                   | Estrambina di San Martino             |                         |  |  |       |  |  |               |  |  |                 |  |
|                    |                   | Ramberto Ramberti                     | …                       |  |  |       |  |  |               |  |  |                 |  |
|                    |                   | Ramberto Ramberti                     | …                       |  |  |       |  |  |               |  |  |                 |  |
|                    |                   | Ramberto Ramberti                     | …                       |  |  |       |  |  |               |  |  |                 |  |
| Richilda Ramberti  |                   | Ramberto Ramberti                     |                         |  |  |       |  |  |               |  |  |                 |  |
|                    |                   | Margherita di Almerico dei Lavellongo | …                       |  |  |       |  |  |               |  |  |                 |  |
|                    |                   | Margherita di Almerico dei Lavellongo | …                       |  |  |       |  |  |               |  |  |                 |  |
|                    |                   | Margherita di Almerico dei Lavellongo | …                       |  |  |       |  |  |               |  |  |                 |  |
| Margherita Gonzaga |                   | Margherita di Almerico dei Lavellongo |                         |  |  |       |  |  |               |  |  |                 |  |
|                    | Enrico III di Bar | Tebaldo II di Bar                     |                         |  |  |       |  |  |               |  |  |                 |  |
|                    | Enrico III di Bar | Tebaldo II di Bar                     |                         |  |  |       |  |  |               |  |  |                 |  |
|                    | Enrico III di Bar | Giovanna di Toucy                     |                         |  |  |       |  |  |               |  |  |                 |  |
| Edoardo I di Bar   | Enrico III di Bar |                                       |                         |  |  |       |  |  |               |  |  |                 |  |
|                    |                   | Eleonora d'Inghilterra                | Edoardo I d'Inghilterra |  |  |       |  |  |               |  |  |                 |  |
|                    |                   | Eleonora d'Inghilterra                | Edoardo I d'Inghilterra |  |  |       |  |  |               |  |  |                 |  |
|                    |                   | Eleonora d'Inghilterra                | Eleonora di Castiglia   |  |  |       |  |  |               |  |  |                 |  |
| Beatrice di Bar    |                   | Eleonora d'Inghilterra                |                         |  |  |       |  |  |               |  |  |                 |  |
|                    |                   | Roberto II di Borgogna                | Ugo IV di Borgogna      |  |  |       |  |  |               |  |  |                 |  |
|                    |                   | Roberto II di Borgogna                | Ugo IV di Borgogna      |  |  |       |  |  |               |  |  |                 |  |
|                    |                   | Roberto II di Borgogna                | Yolanda di Dreux        |  |  |       |  |  |               |  |  |                 |  |
| Maria di Borgogna  |                   | Roberto II di Borgogna                |                         |  |  |       |  |  |               |  |  |                 |  |
|                    |                   | Agnese di Francia                     | Luigi IX di Francia     |  |  |       |  |  |               |  |  |                 |  |
|                    |                   | Agnese di Francia                     | Luigi IX di Francia     |  |  |       |  |  |               |  |  |                 |  |
|                    |                   | Agnese di Francia                     | Margherita di Provenza  |  |  |       |  |  |               |  |  |                 |  |
|                    |                   | Agnese di Francia                     |                         |  |  |       |  |  |               |  |  |                 |  |